# Sacas de presos
Les sacas de presos (littéralement « sortie de prisonniers » en français), ou sacas (saca au singulier), selon l'usage familier de l'époque, furent des situations de violence ayant eu lieu dans les prisons de différents lieux d'Espagne, pendant la Guerre civile espagnole, qui consistèrent à sortir massivement et systématiquement des prisonniers des prisons dans le but officiel de les libérer, mais pour finalement les exécuter ou les transférer.
Ces actes eurent lieu principalement pendant les six premiers mois de la guerre (de juillet à décembre 1936) et furent commis par les deux camps, pour des motifs politiques, militaires et religieux. Cependant, seuls les actes commis par les républicains firent l'objet d'une enquête et de procès officiels, avec la Causa General (es) impulsée par les franquistes en 1940, un an après qu'ils gagnèrent la guerre civile.

## Contexte et définition
À partir du 18 juillet 1935, dans l'Espagne dominée par le Front populaire et à la suite de l'augmentation importante de prisonniers, le gouvernement habilite de nouvelles prisons dans des édifices publics ou religieux, tels que des terrains de cesta punta, des châteaux ou des forts.
Avec le consentement de certains représentants politiques du Front populaire, mais sans que le gouvernement soit officiellement au courant, l'autorité des fonctionnaires du Corps des prisons est annulée, et les règlements pénitentiaires ne sont plus respectés. Ces fonctionnaires sont remplacés — voire parfois maltraités ou fusillés — par des miliciens armés qui suppriment la plupart des droits des détenus et les maltraitent psychologiquement et physiquement.
La Dirección General de Seguridad (DGS) ayant attribué à ces entités toutes les facultés d'intervention sur les prisonniers, elles procède à des premières sacas individuelles, en déclarant officiellement des détenus libres et à disposition de la DGS, afin de les faire sortir des prisons et les assassiner, une fois dehors, ou de les livrer au Comité d'Investigation et de Vigilance, c'est-à-dire, aux agents des checas.
À partir de juillet 1936 commence la guerre civile espagnole, et avec elle une féroce opposition entre les troupes, agents gouvernementaux et civils (milices) franquistes, sous les ordres de Franco, et républicains du gouvernement socialiste du marxiste Francisco Largo Caballero.

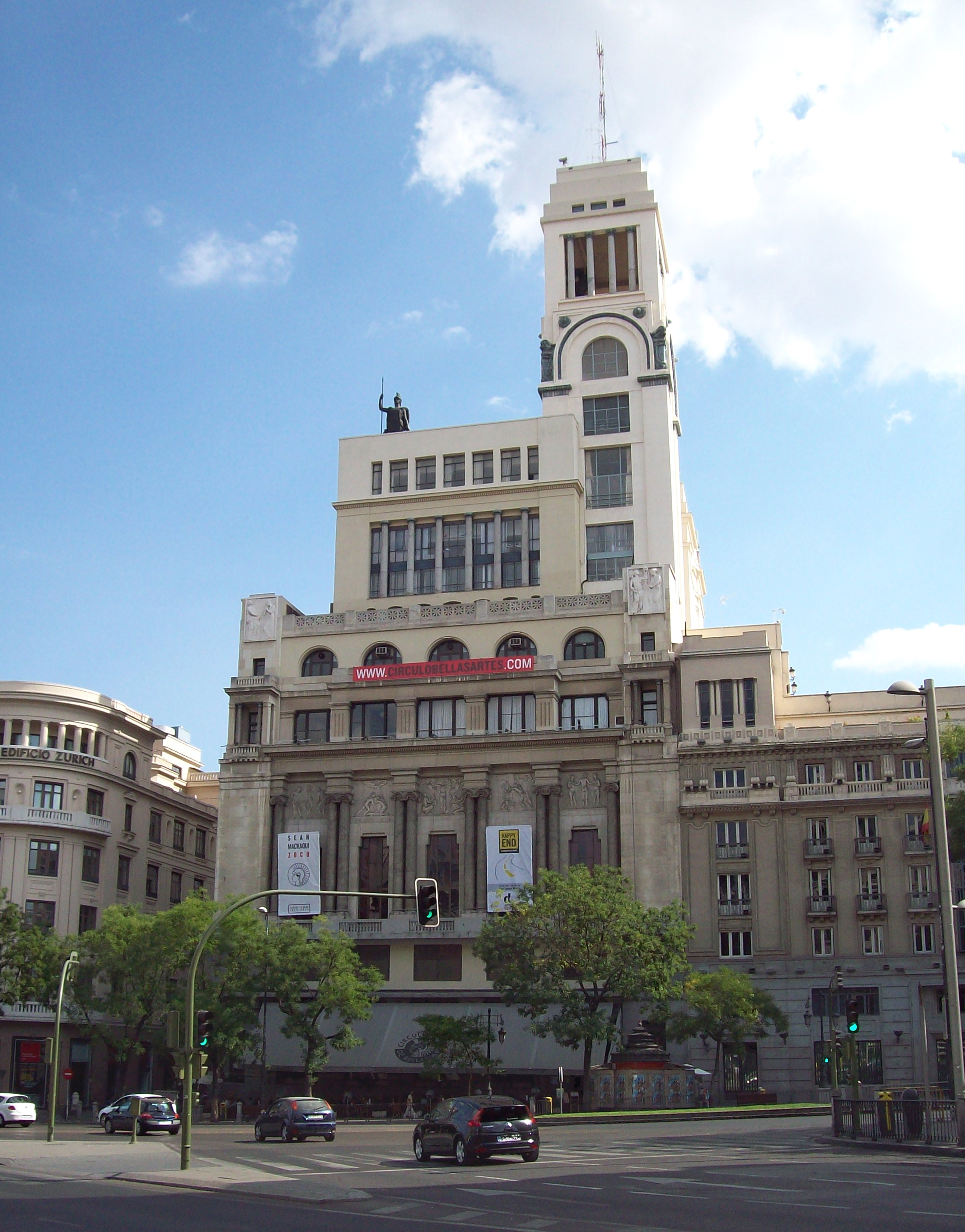
Édifice du Círculo de Bellas Artes (Madrid), dont le sous-sol hébergeait de nombreuses checas, appelées alors Checas de Bellas Artes, et qui étaient en réalité un organisme officiel appelé Comité provincial d'investigation publique.

En marge des différents faits de guerre, les deux camps organisent des sacas de presos, des paseos (es) ou des checas (qui consistent, de la part des républicains, à arrêter, interroger, juger sommairement, puis exécuter tout suspect de sympathiser avec le camp adverse,) pour supprimer un maximum d'opposants en peu de temps, sur des critères globaux, militaires, religieux (selon l'Église catholique, près de 10 000 religieux espagnols auraient été assassinés entre 1936 et 1937 — ils sont appelés les martyrs du XXe siècle, et un millier d'entre eux a été béatifié, tandis que 11 ont été sanctifiés), de statut social, etc.
Les sacas en particulier, sont parmi les faits de guerre les plus controversés et polémiques de la guerre civile. Ils furent réalisés par les deux camps,, principalement à la fin de l'année 1936.
La définition de saca peut provenir du verbe sacar (« sortir ») ou du substantif saco (« un paquet », dans le sens de « grande quantité »). presos signifiant « prisonniers », il s'agissait donc de « sorties de prisonniers » ou de « paquets de prisonniers », qui étaient donc sortis des prisons pour être emmenés à leur lieu d'exécution.

## Histoire

### LaCárcel Modelode Madrid
Madrid est dans le camp républicain, pendant le conflit, et donc sous la domination « rouge ».
Plusieurs prisons sont le théâtre de violences gratuites envers les détenus et de sacas, dont les plus célèbres sont la Cárcel Modelo (es), la prison de Porlier (ou « prison provinciale d'Hommes no 1 »), la Cárcel de San Antón (es) (ou « prison provinciale d'Hommes no 2 »), la Cárcel de Ventas (ou « prison provinciale d'Hommes no 3 »), la Cárcel de Duque de Sesto (ou « prison provinciale d'Hommes no 42 ») et la Cárcel de Toreno.
Alors que la guerre civile vient de commencer et que le peuple vivait dans la terreur permanente, les Madrilènes qui sont emmenés à la prison Modelo, prison officielle dans la province où siège le gouvernement du Front populaire, considèrent qu'il s'agit d'un privilège, étant donné qu'ils connaissent l'existence de prisons clandestines. Ils s'attendent à être traités avec respect et à être protégés par les autorités.
Mais les prisons sont désormais occupées par les miliciens (fondamentalement de la CNT).
Le 22 août 1936, des hommes politiques et militaires qui y sont détenus, tels que Melquíades Álvarez, leader du Parti républicain libéral démocrate, républicain de droite ; José María Albiñana Sanz, chef du Partido Nacionalista Español (es) d'extrême droite ; les ex-ministres de la République Manuel Rico et José Martínez de Velasco ; le phalangiste et pilote du vol Madrid-Buenos Aires de l'avion « Plus Ultra » Julio Ruiz de Alda ; le général Osvaldo Capaz Montes (es) (qui avait pris possession du territoire Ifni) ; le général Rafael Villegas Montesinos (es) (qui a conspiré contre la Seconde république et était à la tête du soulèvement à Madrid) ; le capitaine de cavalerie Fernando Primo de Rivera y Sáenz de Heredia (fils du dictateur Miguel Primo de Rivera et frère du fondateur de la phalange espagnole José Antonio Primo de Rivera) ; le poète, avocat et homme politique conservateur José María Hinojosa, son père et son frère ; Luis Altolaguirre (frère de Manuel Altolaguirre) ; et plus de 30 autres, sont fusillés face au mur du cimetière de San Rafael par un groupe de miliciens de l'Armée populaire de la République espagnole, qui ont auparavant pris possession de la prison comme représailles des bombardements sur les dépôts de la CAMPSA effectués par l'aviation franquiste. Au total, les 22 et 23 août, 50 personnes sont assassinées.
En apprenant les faits, le président Manuel Azaña est consterné et pense à démissionner. Le gouvernement réagit en créant un « Comité de contrôle » des prisons, formé par des représentants de tous les partis et les entités syndicales du Front Populaire, et confie la garde intérieure du bâtiment aux « milices d'arrière-garde », qui remplaceront à terme les fonctionnaires du Corps des prisons — malheureusement, cette mesure facilite le contrôle des prisons par les milices, et donc les sacas qui auront lieu, notamment dans cette même prison, en octobre, novembre et décembre 1936.
C'est un libertaire humaniste, Melchor Rodríguez García, nommé en novembre, Délégué spécial aux prisons par le ministre anarchiste de la Justice Juan García Oliver, qui met fin aux exécutions en décembre,,.
Par ailleurs, le gouvernement interdit la publication par la presse de toute mention aux assassinats, publiant au contraire une note mensongère évoquant un incendie provoqué par les détenus fascistes dans l'édifice qui a été étouffé rapidement grâce aux milices.
Parallèlement, le gouvernement crée les « Tribunaux populaires » afin de contrôler les exécutions arbitraires et sans jugement des « fascistes », mises en œuvre par des dizaines de « tribunaux révolutionnaires », également connus comme checas, montés par les organisations et partis ouvriers qui ont imposé la « Terreur rouge » à Madrid et ailleurs. Pourtant, si la volonté est de procéder à des jugements justes, ces tribunaux n'empêchent guère les activités des checas, qui continuent à assassiner des « fascistes » par le biais des paseos (des détentions illégales qui finissent par l'assassinat du détenu et dont le cadavre est jeté dans un caniveau ou contre le mur d'un cimetière) ou des sacas.

### Autres événements de l'été 1936

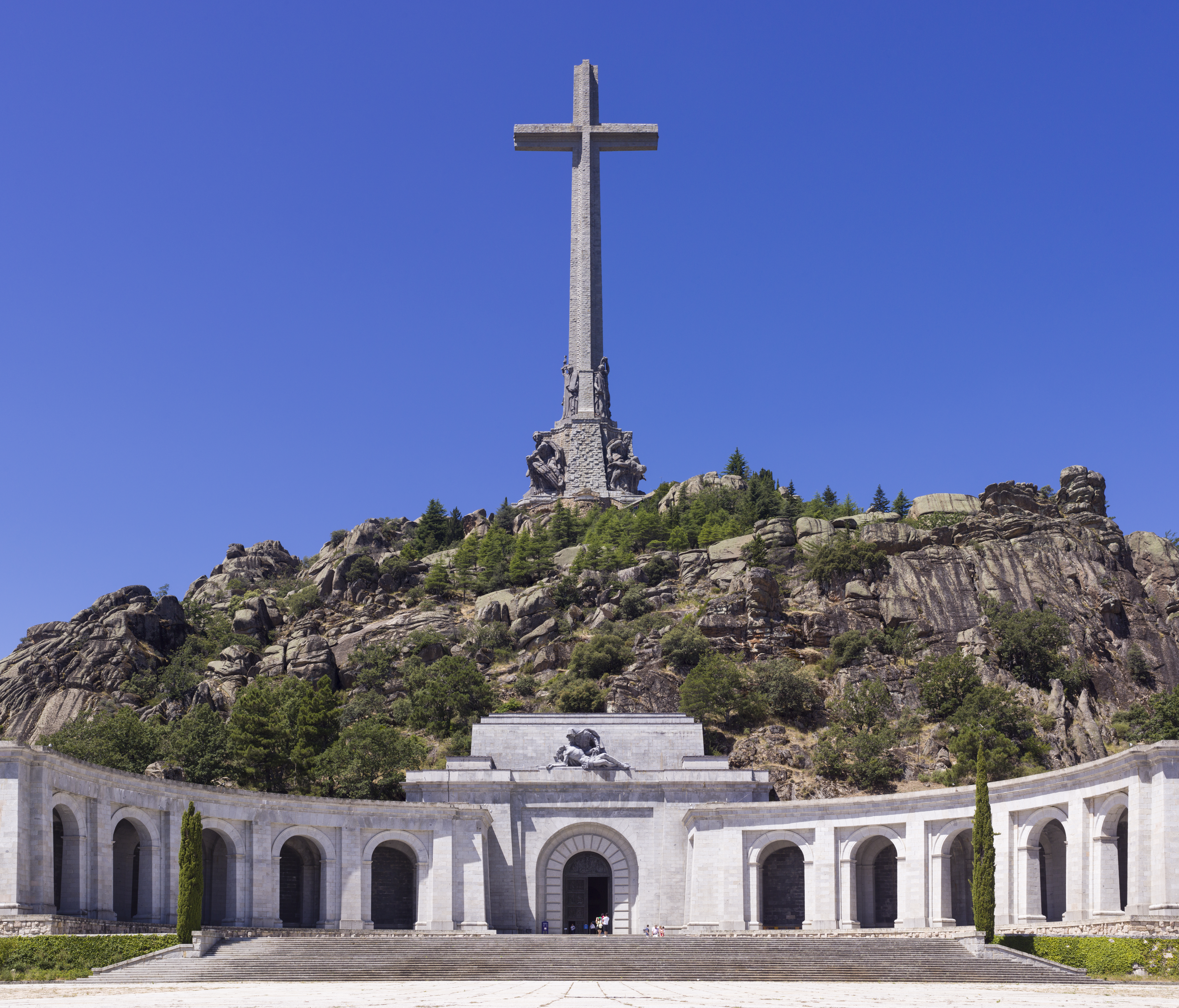
Vue de la croix du Valle de los Caídos.

#### Province de Ségovie
Pendant ce temps, non loin de Madrid, dans la province de Ségovie, les franquistes procèdent eux aussi à des sacas, la région étant depuis le début du conflit aux mains du bando nacional (les opposants à la République), particulièrement comme représailles aux bombardements de l'aviation républicaine du 15 août 1936.

#### Province de Valence
Les nuits des 28 août 1936 et 29 août 1936, les miliciens de Castellón de la Plana, accompagnés de plusieurs représentants des partis marxistes et républicains ainsi que des syndicats ouvriers, pénètrent à bord du navire Isla de Menorca, transformé en prison, sortent les 56 détenus qui s'y trouvent, leur attachent les mains par groupes de deux, puis les assassinent une fois débarqués, dans divers endroits du port.
Dans les nuits du 13 et 14 septembre 1936 les miliciens sortent de la prison provinciale Castelló de la Plana plusieurs prêtres et religieux, avant de les assassiner, sans qu'ils aient fait l'objet d'une sentence de la part des Tribunaux populaires. Ce genre d'exactions gratuites profitent en plus du consentement, voire de l'assistance, des dirigeants du Front populaire.

#### Province de Navarre
Pendant la période appelée « terror caliente » (ou « terreur chaude », en français), la Navarre est aussi fortement sujette à de nombreuses exécutions extrajudiciaires, aux paseos et aux sacas de détenus.
À proximité de Pampelune, le Fort de San Cristóbal (es), où sont détenus des centaines de républicains tout au long du conflit, est le théâtre de nombreuses tueries. En effet, selon les sources, à cet endroit sont tués sans jugement entre 283 et 469 détenus sur le seul deuxième semestre de 1936, contre environ 80, qui bénéficient d'un jugement et restent détenus jusqu'à la fin du conflit.

#### Catalogne
À Tarragone, pour suppléer les prisons officielles déjà pleines, deux navires sont reconvertis en prison. Il s'agit des navires Cabo Cullera et Río Segre, étant ce dernier le plus important. On y installe les détenus dans des cales, puis, de nouveau à cause de leur surnombre, dans les sous-cales. Ils sont dans l'attente d'un jugement censé avoir lieu quelques mois plus tard. Certains sont transférés à la prison Model de Barcelone ou au château de Montjuïc, tandis que d'autres subissent les sacas auxquelles procèdent les patrouilles de contrôle sans jugement ni discernement. Après que la zone portuaire est déclarée zone de guerre, les détenus sont transférés vers d'autres prisons.

#### Andalousie
La nuit du 30 au 31 juillet 1936, dans le village de Úbeda, les milices rouges sortent 47 prisonniers politiques de la prison locale et les assassinent, ne laissant que deux survivants.

### Les massacres de Paracuellos à Madrid

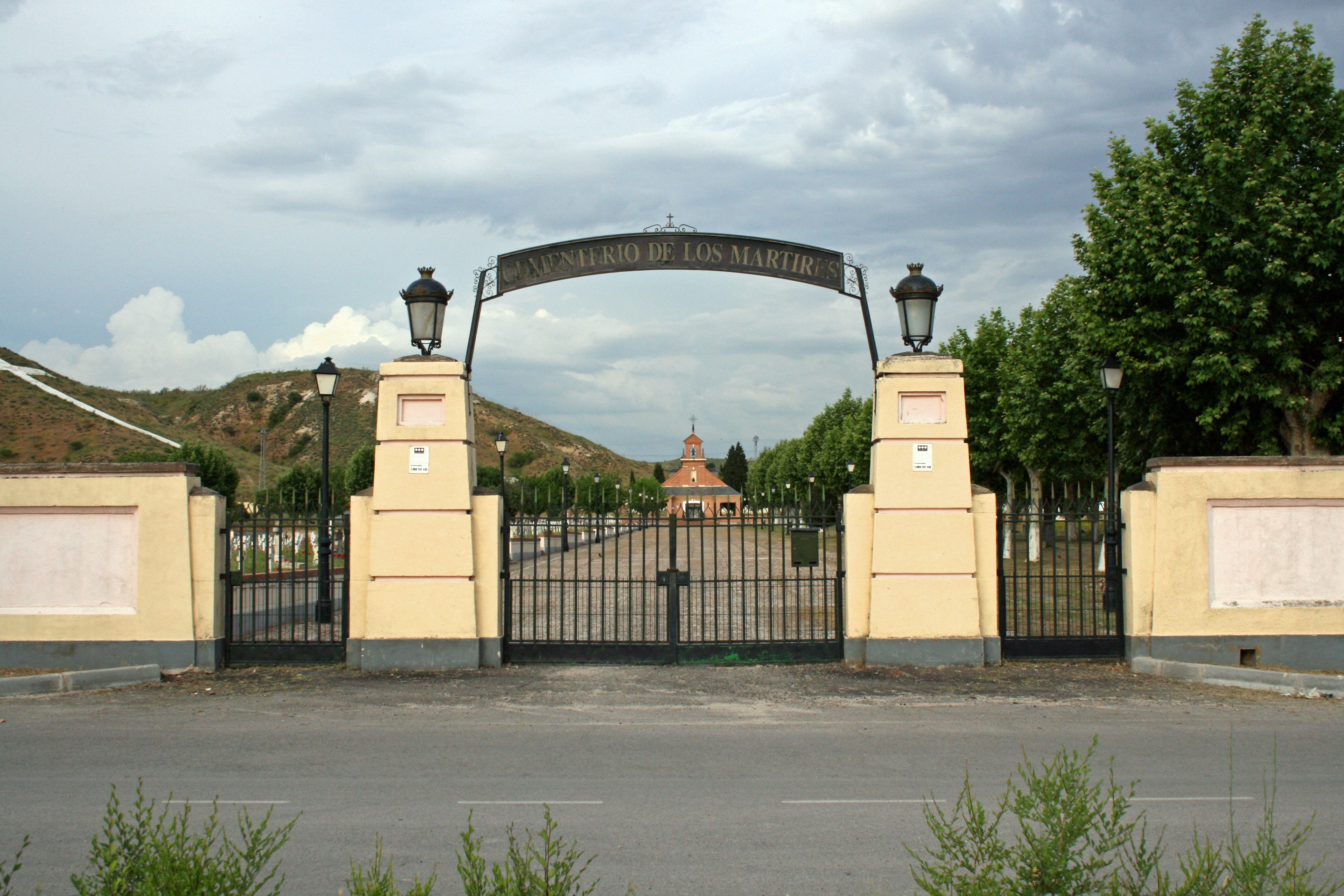
Le cimetière de Paracuellos, près du Jarama, où ont eu lieu les massacres de Paracuellos. Il est construit à la mémoire des victimes de cette tragédie. En arrière-plan, à gauche, sur la colline San Miguel, l'énorme croix blanche est visible depuis l'Aéroport international de Madrid-Barajas.

La violence des sacas voit son apogée du 7 novembre 1936 au 4 décembre 1936. Massives, elles ont lieu dans plusieurs villages près de Madrid, dont la plupart à Paracuellos de Jarama, dans le ruisseau de San José et dans le bois d'Aldovea, à Torrejón de Ardoz.
L'une des plus polémiques et sanglantes — elle continue d'alimenter les débats — est celle réalisée dans la Cárcel Modelo le 7 novembre, quand les troupes révolutionnaires arrivent à la Ciudad Universitaria de Madrid (es), et où les troupes républicaines fusillent environ 2 000 personnes : il s'agit des « Massacres de Paracuellos ». Alors qu'il y a encore des détenus à l'intérieur, le bâtiment de la prison est très proche des combats du front de la Ciudad Universitaria.
Melchor Rodríguez García met fin au massacre le 3 décembre.

### Autres événements de l'automne 1936

#### Pays basque
Le 25 septembre 1936, depuis que les sirènes de la ville de Bilbao annoncent la présence de l'aviation nationaliste, la foule, majoritairement féminine et avec l'appui des gardiens de prison, se prépare à massacrer les détenus. Une fois les bombardements finis, elle se dirige vers les quais proches de l'usine Altos Hornos, où les bateaux Altuna-Mendi et Cabo Quilates ont été transformés en prison. Des groupes montent à bord en gabares, et le massacre commence à bord du Cabo Quilates, où des détenus sont abattus sur le pont, tandis que d'autres sont incinérés dans les cales. À bord du Altuna-Mendi, les détenus sont obligés à rester les bras en l'air plusieurs heures sous peine d'être abattu par arme à feu. Sur les deux bateaux meurent ainsi 70 détenus (41 et 29, respectivement),.
Quelques jours plus tard, le 2 octobre 1936, un groupe de marins et autres officiers de la Marine montent à bord du Cabo Quilates et assassinent 38 autres détenus, avant de les dépouiller de tous leurs biens,.
Le 4 janvier 1937, dans plusieurs prisons de Bilbao, les forces « rouges », dont la milice et plusieurs compagnies de l'armée et sous des ordres officiels, assassinent et pillent un total de 209 détenus. Le président du Gouvernement basque demande des explications au commandant du bataillon « Malatesta » et se voit répondre qu'« il y aura des tueries jusqu'à ce que le peuple soit convaincu qu'il ne reste plus le moindre fasciste dans les prisons » C'est ainsi que José Antonio Aguirre, qui n'a jusque là pris aucune mesure pour éviter ces crimes et sous les demandes insistantes des fonctionnaires des prisons impuissants, charge le Secrétaire de la Guerre de faire cesser les massacres, qui cessent alors rapidement mais tard.

## LaCausa Generalet les futures investigations sur ces crimes

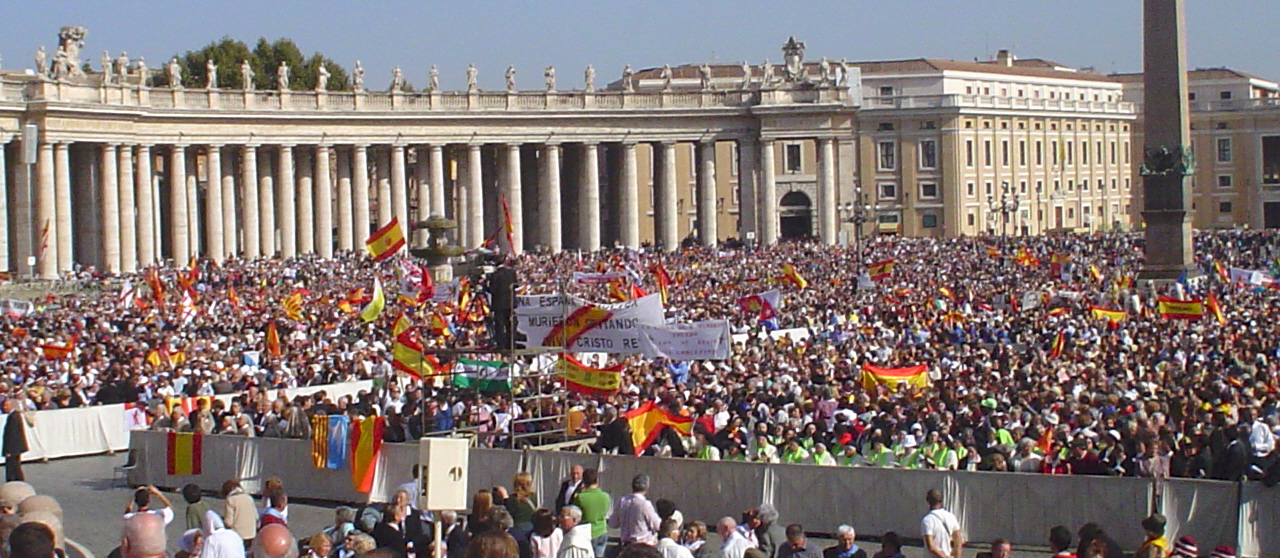
Cérémonie de béatification des martyrs de la guerre d'Espagne, Vatican, octobre 2007.

À la suite de l'offensive finale de la guerre d'Espagne, Francisco Franco déclare le 1er avril 1939 sa victoire avec son dernier communiqué de guerre. S'établit alors la dictature de Franco, qui durera jusqu'à sa mort en 1975.
La guerre finie, le camp républicain est accusé par le camp des « révoltés », les franquistes, de la répression en zone républicaine pendant la Guerre civile espagnole depuis les premiers jours de celle-ci. Les principales accusations portent sur les martyrs de la guerre d'Espagne, c'est-à-dire sur la persécution religieuse, la création de centres de détention semi-clandestins (les checas) et la réalisation d'assassinats massifs (les sacas de presos), tels que ceux de la Cárcel Modelo ou les massacres de Paracuellos.
C'est ainsi que le régime franquiste promeut une importante investigation sur ces faits, connue comme la « Causa General »,, qui, malgré sa réalisation tout à fait partiale, car instruit par le Ministère public du gouvernement de Franco, et sans les garanties de procédure suffisantes, compte d'abondantes preuves documentées et attestées.
Par contre, les délits des vainqueurs n'ont jamais fait l'objet d'une investigation ou d'un procès officiels. Cependant, de nombreuses voix importantes du milieu juridique, telles que Baltasar Garzón (ancien magistrat espagnol de l'Audience nationale), ainsi que diverses associations de victimes du franquisme, soutiennent que le camp des révoltés a commis des actes de génocide et de crime contre l'humanité puisque dans les documents désormais disponibles, comme les archives militaires de l'époque, il a été démontré des plans incluant l'extermination et la persécution systématique de l'opposition politique, le viol des femmes républicaines, l'imposition de tests physiques et psychologiques à des détenus pour imputer leur idéologie à des maladies mentales ou encore l'enlèvement d'enfants systématique à leurs parents républicains pour éliminer la « contamination idéologique ».
En considération de tels actes, Garzón ouvre un procès pour en faire l'investigation. Il argumente, entre autres, l'accusation de génocide citant l'arrêt 211/2008 du Jury Central d'Instruction no 2 (Cas « SS-Totenkopf », ou génocide nazi), selon lequel est considéré un délit de génocide et de lèse-humanité les actes commis contre les Espagnols dans les camps de concentration nationaux-socialistes pour des motifs politiques ou idéologiques,,.
L'Audience nationale décide à la majorité de votes et sans étude préalable des faits incriminés que le Jury central d'instruction no 005, dirigé par Garzón, manque de compétence objective pour en faire l'investigation, considérant caduque la possible responsabilité pénale des accusés, ceux-ci étant tous décédés. Les magistrats minoritaires considèrent que le jury est bien compétent du fait que les faits étudiés sont des « délits de lèse-humanité et génocide » puisqu'ils constituent une « élimination systématique et massive des adversaires politiques après la Guerre civile ».